# Ільничка
Ільничка — річка в Україні у Хустському районі Закарпатської області. Ліва притока річки Іршавки (басейн Дунаю).

## Опис
Довжина річки приблизно 15 км, найкоротша відстань між витоком і гирлом — 12,08  км, коефіцієнт звивистості річки — 1,24 . Формується багатьма гірськими струмками.

## Розташування
Бере початок на південно-західних схилах гори Бужора (1085,5 м). Тече переважно на південний захід буковим лісом, понад горою Жбир (528,0 м), через Ільницю і у північній частині міста Іршава впадає у річку Іршавку, праву притоку річки Боржави.

## Цікаві факти
- Верхів'я річки розташоване у національному природному парку в Україні Зачарований край[2].